# المنبر (فرع العدين)

تعديل مصدري - تعديل

المنبر هي إحدى قرى عزلة بني احمد والثلث بمديرية فرع العدين التابعة لمحافظة إب، بلغ تعداد سكانها 544 نسمة حسب تعداد اليمن لعام 2004.

## كما يوجد فيها ايضآ نادي شباب المنبر الرياضي يمثلها في جميع المحافل الكروية
1. ↑  "الدليل الشامل - محافظة إب - مديرية فرع العدين - عزلة بني احمد والثلث". www.yemenna.com. مؤرشف من الأصل في 2019-11-21. اطلع عليه بتاريخ 2019-11-21.
2. ↑  "الجهاز المركزي للإحصاء بالجمهورية اليمنية". الجهاز المركزي للإحصاء. مؤرشف من الأصل في 2017-01-29. اطلع عليه بتاريخ 2014-08-12.

- المركز الوطني للمعلومات باليمن